# اچ‌ام‌اس پیت (۱۸۱۶)
اچ‌ام‌اس پیت (۱۸۱۶) (به انگلیسی: HMS Pitt (1816)) یک کشتی بود که طول آن ۱۷۶ فوت (۵۴ متر) بود. این کشتی در سال ۱۸۱۶ ساخته شد.